# Francisco Montana
Francisco Montana, né le 5 novembre 1969 à Miami, est un joueur de tennis américain.
Au cours de sa carrière, il a remporté 10 tournois en double et atteint 7 autres finales.

## Palmarès

### Titres en double messieurs
| No | Date       | Nom et lieu du tournoi                       | Catégorie    | Dotation    | Surface      | Partenaire       | Finalistes                     | Score         |          |
| -- | ---------- | -------------------------------------------- | ------------ | ----------- | ------------ | ---------------- | ------------------------------ | ------------- | -------- |
| 1  | 24-08-1992 | Waldbaum’s Hamlet Cup Long Island            | World Series | 235 000 $   | Dur (ext.)   | Greg Van Emburgh | Gianluca Pozzi Olli Rahnasto   | 6-4, 6-2      |          |
| 2  | 21-02-1994 | Abierto Mexicano Telcel Mexico               | World Series | 300 000 $   | Terre (ext.) | Bryan Shelton    | Luke Jensen Murphy Jensen      | 6-3, 6-4      |          |
| 3  | 31-07-1995 | Generali Open Kitzbühel                      | World Series | 400 000 $   | Terre (ext.) | Greg Van Emburgh | Jordi Arrese Wayne Arthurs     | 6-7, 6-3, 7-6 |          |
| 4  | 04-03-1996 | Abierto Mexicano Telcel Mexico               | World Series | 305 000 $   | Terre (ext.) | Donald Johnson   | Nicolás Pereira Emilio Sánchez | 6-2, 6-4      |          |
| 5  | 29-07-1996 | Grolsch Open Amsterdam                       | World Series | 475 000 $   | Terre (ext.) | Donald Johnson   | Rikard Bergh Jack Waite        | 6-4, 3-6, 6-2 |          |
| 6  | 21-04-1997 | Monte-Carlo Open Monte-Carlo                 | Super 9      | 2 050 000 $ | Terre (ext.) | Donald Johnson   | Jacco Eltingh Paul Haarhuis    | 7-6, 2-6, 7-6 | Parcours |
| 7  | 02-02-1998 | Marseille Indoors Marseille                  | Int' Series  | 514 250 $   | Dur (int.)   | Donald Johnson   | Mark Keil T.J. Middleton       | 6-4, 3-6, 6-3 | Parcours |
| 8  | 06-04-1998 | Estoril Open Estoril                         | Int' Series  | 600 000 $   | Terre (ext.) | Donald Johnson   | David Roditi Fernon Wibier     | 6-1, 2-6, 6-1 |          |
| 9  | 04-05-1998 | German International Championships Hambourg  | Super 9      | 2 200 000 $ | Terre (ext.) | Donald Johnson   | David Adams Brett Steven       | 6-4, 6-4      | Parcours |
| 10 | 05-10-1998 | Campionati Internazionali di Sicilia Palerme | Int' Series  | 315 000 $   | Terre (ext.) | Donald Johnson   | Pablo Albano Daniel Orsanic    | 6-4, 7-6      |          |

### Finales en double messieurs
| No | Date       | Nom et lieu du tournoi        | Catégorie           | Dotation    | Surface         | Vainqueurs                        | Partenaire          | Score         |          |
| -- | ---------- | ----------------------------- | ------------------- | ----------- | --------------- | --------------------------------- | ------------------- | ------------- | -------- |
| 1  | 03-08-1992 | Volvo Tennis Los Angeles      | World Series        | 235 000 $   | Dur (ext.)      | Patrick Galbraith Jim Pugh        | David Wheaton       | 7-6, 7-6      |          |
| 2  | 25-04-1994 | AT&T Tennis Challenge Atlanta | World Series        | 288 750 $   | Terre (ext.)    | Jared Palmer Richey Reneberg      | Jim Pugh            | 4-6, 7-6, 6-4 |          |
| 3  | 23-10-1995 | Hellmann's Cup Santiago       | World Series        | 203 750 $   | Terre (ext.)    | Jiří Novák David Rikl             | Shelby Cannon       | 6-4, 4-6, 6-1 |          |
| 4  | 14-07-1997 | MercedesCup Stuttgart         | Championship Series | 915 000 $   | Terre (ext.)    | Gustavo Kuerten Fernando Meligeni | Donald Johnson      | 6-4, 6-4      |          |
| 5  | 13-10-1997 | IPB Czech Indoor Ostrava      | World Series        | 975 000 $   | Moquette (int.) | Jiří Novák David Rikl             | Donald Johnson      | 6-2, 6-4      |          |
| 6  | 09-02-1998 | Dubai Open Dubaï              | Int' Series         | 1 014 250 $ | Dur (ext.)      | Mahesh Bhupathi Leander Paes      | Donald Johnson      | 6-2, 7-5      |          |
| 7  | 27-09-1999 | Gelsor Open Romania Bucarest  | Int' Series         | 325 000 $   | Terre (ext.)    | Lucas Arnold Ker Martín García    | Marc-Kevin Goellner | 6-3, 2-6, 6-3 | Parcours |

## Parcours dans les tournois duGrand Chelem

### En simple
| Année | Open d'Australie | Open d'Australie | Internationaux de France | Internationaux de France | Wimbledon       | Wimbledon  | US Open         | US Open       |
| ----- | ---------------- | ---------------- | ------------------------ | ------------------------ | --------------- | ---------- | --------------- | ------------- |
| 1991  | —                | —                | —                        | —                        | —               | —          | 1er tour (1/64) | C. Bergström  |
| 1992  | —                | —                | —                        | —                        | 1er tour (1/64) | P. McEnroe | 1er tour (1/64) | M. Washington |
| 1993  | 1er tour (1/64)  | M. Washington    | —                        | —                        | —               | —          | —               | —             |
| 1994  | —                | —                | —                        | —                        | —               | —          | —               | —             |
| 1995  | —                | —                | —                        | —                        | —               | —          | —               | —             |
| 1996  | —                | —                | 1er tour (1/64)          | B. Ulihrach              | —               | —          | —               | —             |

N.B. : à droite du résultat se trouve le nom de l'ultime adversaire.

### En double
| Année | Open d'Australie               | Open d'Australie           | Internationaux de France   | Internationaux de France   | Wimbledon                  | Wimbledon                  | US Open                        | US Open                    |
| ----- | ------------------------------ | -------------------------- | -------------------------- | -------------------------- | -------------------------- | -------------------------- | ------------------------------ | -------------------------- |
| 1991  | —                              | —                          | —                          | —                          | —                          | —                          | 1er tour (1/32) M. Keil        | S. DeVries D. Macpherson   |
| 1992  | 1/8 de finale M. Keil          | S. Davis D. Pate           | 1er tour (1/32) K. Thorne  | T. Carbonell F. Roig       | 1er tour (1/32) K. Thorne  | T. Woodbridge M. Woodforde | 2e tour (1/16) B. Shelton      | J. Fitzgerald A. Järryd    |
| 1993  | 1er tour (1/32) G. Van Emburgh | J.-L. de Jager M. Ondruska | —                          | —                          | 1er tour (1/32) K. Thorne  | R. Deppe M. Knowles        | 1er tour (1/32) G. Van Emburgh | G. Connell P. Galbraith    |
| 1994  | —                              | —                          | 1er tour (1/32) J. Pugh    | P. Annacone D. Flach       | 2e tour (1/16) J. Pugh     | T. Nijssen C. Suk          | 1er tour (1/32) J. Pugh        | S. Casal E. Sánchez        |
| 1995  | 1er tour (1/32) B. Shelton     | M. Ondruska G. Stafford    | —                          | —                          | 1er tour (1/32) L. Lavalle | M. Knowles D. Nestor       | 1er tour (1/32) G. Van Emburgh | T. Kempers M. Oosting      |
| 1996  | 1er tour (1/32) S. Cannon      | T. Kronemann D. Macpherson | 1/4 de finale D. Johnson   | I. Kafelnikov D. Vacek     | 1er tour (1/32) D. Johnson | R. Matheson T. Spinks      | 1er tour (1/32) D. Johnson     | J.-P. Fleurian G. Raoux    |
| 1997  | 1/8 de finale D. Johnson       | T. Woodbridge M. Woodforde | 1er tour (1/32) D. Johnson | S. Groen J. Siemerink      | 1/4 de finale D. Johnson   | W. Black J. Grabb          | 1/8 de finale D. Johnson       | I. Kafelnikov D. Vacek     |
| 1998  | 1/8 de finale D. Johnson       | J. Gimelstob B. MacPhie    | 1/4 de finale D. Johnson   | J. Eltingh P. Haarhuis     | 1/8 de finale D. Johnson   | W. Black S. Lareau         | 1er tour (1/32) D. Johnson     | L. Arnold Ker D. Roditi    |
| 1999  | 1er tour (1/32) D. Johnson     | G. Doyle B. Ellwood        | 1er tour (1/32) E. Taino   | N. Kulti M. Tillström      | 1er tour (1/32) A. Kitinov | A. Florent D. Macpherson   | 1/8 de finale M.-K. Goellner   | T. Woodbridge M. Woodforde |
| 2000  | 1er tour (1/32) M. Merklein    | D. Bowen A. Hernández      | 1/8 de finale M. Barnard   | T. Woodbridge M. Woodforde | —                          | —                          | —                              | —                          |

N.B. : le nom du ou de la partenaire se trouve sous le résultat ; le nom des ultimes adversaires se trouve à droite.

### En double mixte
| Année | Open d'Australie                | Open d'Australie             | Internationaux de France | Internationaux de France | Wimbledon | Wimbledon | US Open | US Open |
| ----- | ------------------------------- | ---------------------------- | ------------------------ | ------------------------ | --------- | --------- | ------- | ------- |
| 1997  | 1er tour (1/16) Angela Lettiere | Irina Spîrlea Donald Johnson |                          |                          |           |           |         |         |
| 1998  | 1er tour (1/16) Ginger Helgeson | Elena Likhovtseva Max Mirnyi |                          |                          |           |           |         |         |

N.B. : le nom de la partenaire se trouve sous le résultat ; le nom des ultimes adversaires se trouve à droite.